# Пескара (футбольний клуб)
Дельфіно Пескара (італ. Delfino Pescara), відомий також як Пескара (італ. Pescara) — італійський футбольний клуб з однойменного міста. Клуб виступає в італійській Серії С (група А), домашні матчі проводить на стадіоні Стадіо Адріатіко, що здатний вмістити близько 20,5 тисяч вболівальників.

## Досягнення
- Серія B:
  -  Чемпіон (2): 1986/1987, 2011/2012
- Серія C:
  -  Чемпіон (2): 1940/1941, 1973/1974